# 284 Amalia
Amalia /əˈmɑːliə/ (định danh hành tinh vi hình: 284 Amalia) là một tiểu hành tinh lớn ở vành đai chính. Ngày 29 tháng 5 năm 1889, nhà thiên văn học người Pháp Auguste H. Charlois phát hiện tiểu hành tinh Amalia khi ông thực hiện quan sát ở Nice và không biết rõ về nguồn gốc tên của nó. 284 Amalia đã được quan sát thấy che khuất sao năm lần vào năm 2018.